# Osiek (wieś w powiecie wieruszowskim)
Osiek – wieś w Polsce, położona w województwie łódzkim, w powiecie wieruszowskim, w gminie Galewice.
| SIMC    | Nazwa    | Rodzaj      |
| ------- | -------- | ----------- |
| 0197505 | Głaz     | osada leśna |
| 0197497 | Zamoście | część wsi   |

W 2004 roku w Osieku mieszkało 950 osób.
Wieś królewska starostwa wieluńskiego, położona w powiecie wieluńskim ziemi wieluńskiej województwa sieradzkiego w końcu XVI wieku. W latach 1975–1998 miejscowość należała administracyjnie do województwa kaliskiego.
W Osieku znajduje się szkoła podstawowa.